# Walter Alvarez
Walter Alvarez (3 de outubro de 1940) é professor estadunidense do departamento de Ciências da Terra e Planetárias da Universidade da Califórnia, Berkeley. Ele é mais conhecido pela teoria de que um asteróide caiu na Terra há 65 milhões de anos causando a extinção K-T, desenvolvido em colaboração com seu pai, físico vencedor Prémio Nobel, Luis Alvarez.

## Teoria do impacto

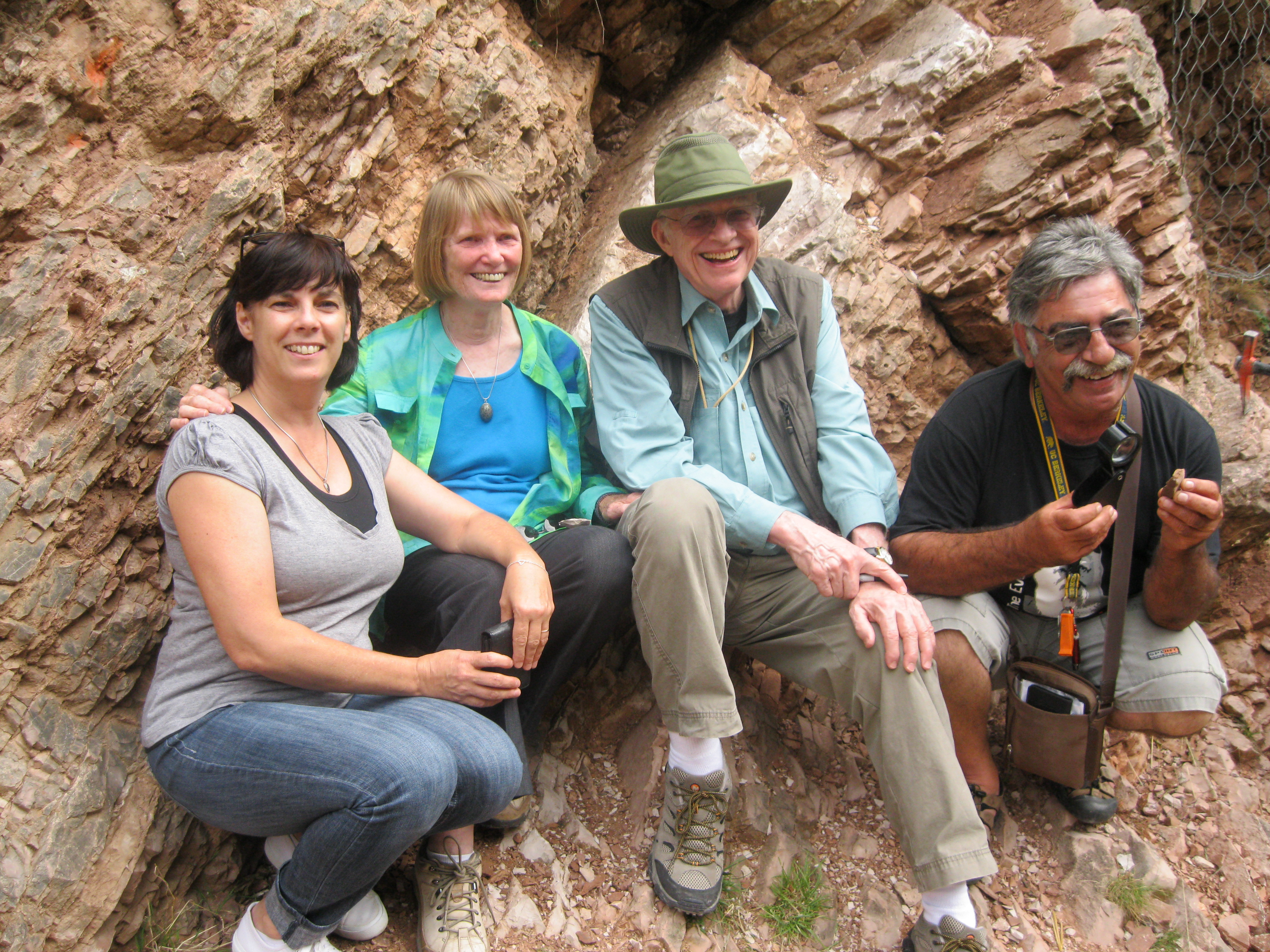
Walter Alvarez no local original onde descobriu as evidências de extinção de dinossauros perto de Gubbio, Itália

Alvarez e seu pai, Luis W. Alvarez, são mais conhecidos por sua descoberta (com Frank Asaro e Helen Michel) de que uma camada de argila que ocorre bem na fronteira Cretáceo-Paleógeno (K-Pg) foi altamente enriquecida no elemento irídio. Visto que o enriquecimento de irídio é comum em asteróides, mas muito incomum na Terra, eles postularam que a camada foi criada pelo impacto de um grande asteróide com a Terra e que esse impacto foi a causa provável do evento de extinção Cretáceo-Paleógeno.
Este enriquecimento de irídio já foi observado em muitos outros locais ao redor do mundo. Além disso, a imensa cratera Chicxulub na costa nordeste da Península de Yucatán foi identificada e agora é considerada a evidência definitiva de um grande impacto, e talvez a causa do evento. Consequentemente, a maioria dos cientistas agora aceita um cenário de impacto como a causa mais provável para a extinção do Cretáceo-Paleógeno que ocorreu há 66 milhões de anos e foi responsável pela eliminação de 75% de todas as espécies então existentes, incluindo todos os dinossauros não aviários. Seu livro, T. Rex and the Crater of Doom, detalha a descoberta do evento.
Além de seu interesse em eventos de extinção e impactos, Alvarez contribuiu para a compreensão da tectônica mediterrânea, geologia e arqueologia romana e para o estabelecimento de correlações magnetoestratigráficas.

## Trabalhos
- T. Rex and the Crater of Doom (Princeton University Press, 1997) ISBN 0-375-70210-5
- The Mountains of Saint Francis: The Geologic Events that Shaped Our Earth (W. W. Norton, December 2008) ISBN 9780393061857
- A Most Improbable Journey: A Big History of our Planet and Ourselves (W. W. Norton, 2016) ISBN 978-0393292695